# روون ماونتن (تنسی)
روون ماونتن(به انگلیسی: Roan Mountain) شهری در ایالت تنسی کشور ایالات متحده آمریکا است که جمعیت آن در سرشماری سال ۲۰۱۰ میلادی، ۱٬۳۶۰ نفر بوده‌است.